# Parasphendale costalis
Parasphendale costalis es una especie de mantis de la familia Mantidae.

## Distribución geográfica
Se encuentra en Etiopía, Kenia, Somalia, Tanzania, Uganda, Zimbabue y Transvaal en (Sudáfrica).